# Верещагинский виадук
Вереща́гинский виаду́к — автомобильный мост над долиной реки Верещагинки, между Центральным и Хостинским районами города Сочи Краснодарского края, Россия. Расположен на федеральной трассе А147 Джубга——Адлер (Курортный проспект).
Мост железобетонный арочный. Построен в 1934—1935 годах. Авторы проекта — архитектор Н. Б. Соколов, инженеры Ю. С. Львов, Казак. Длина моста 220 м, ширина 18 м, высота 27 м. Реконструирован в 2001 году.

Проезжая часть виадука